# 水引

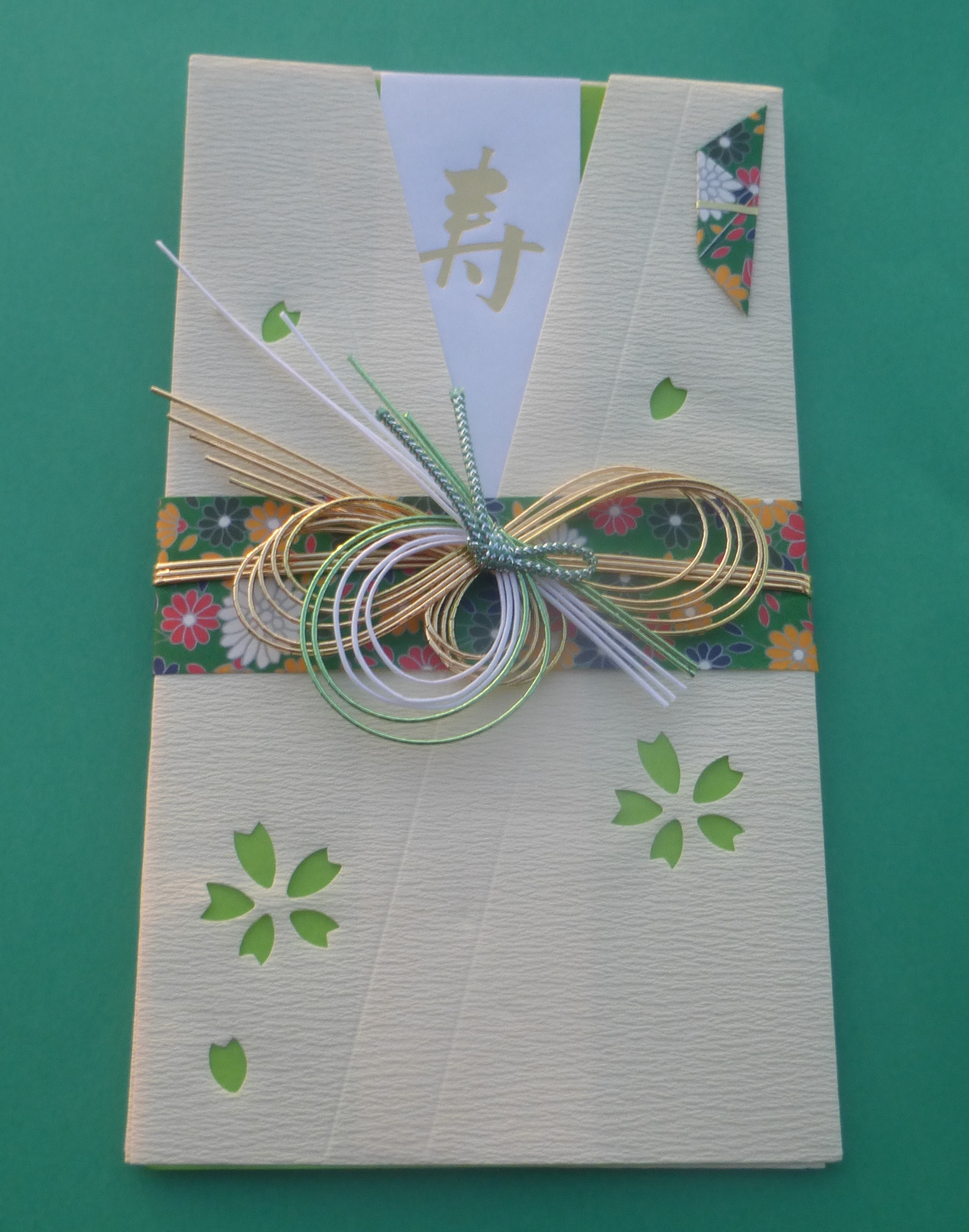
祝儀袋の例

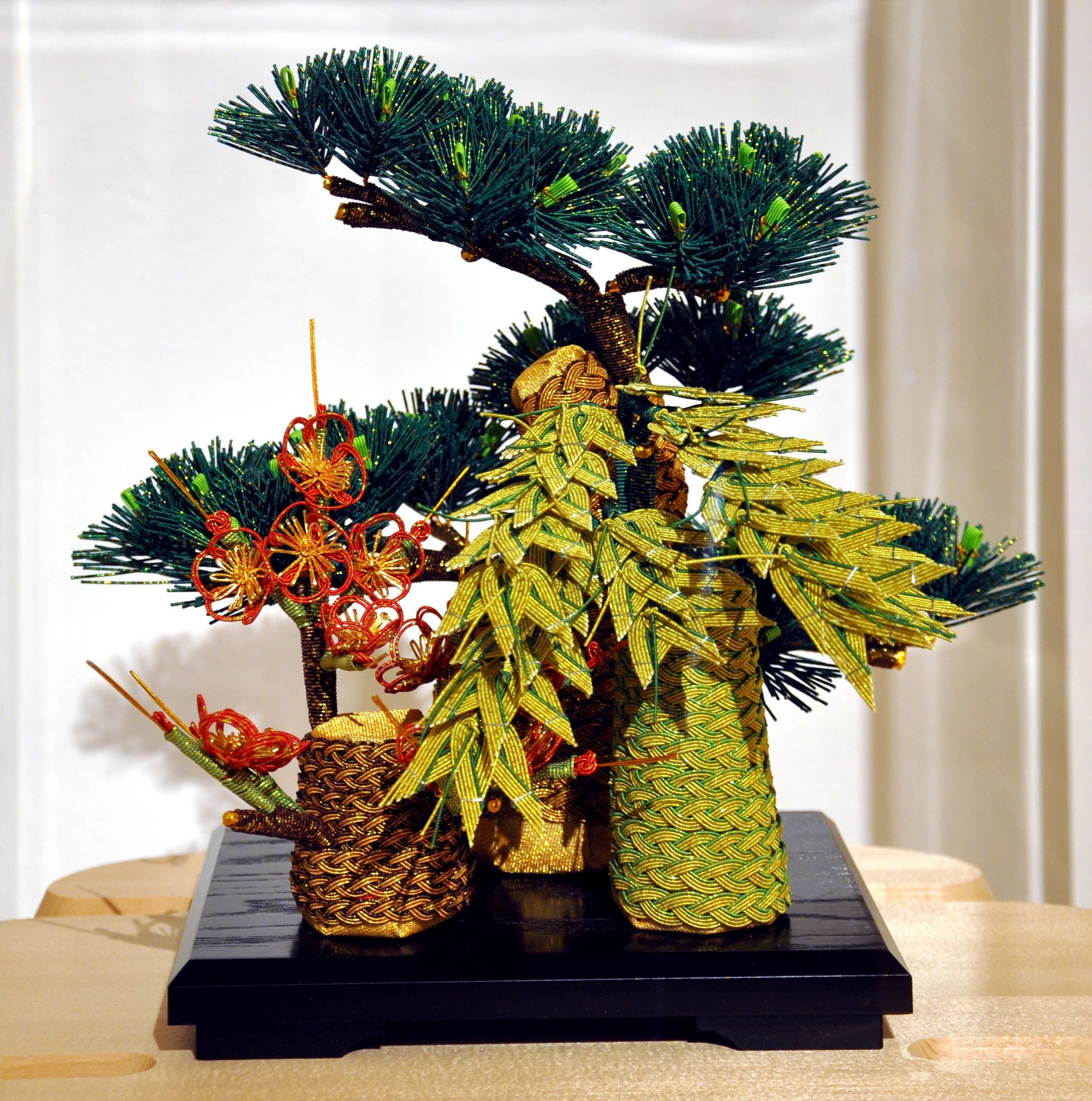
水引で造られた盆栽

水引（みずひき）は祝儀や不祝儀の際に用いられる飾りで贈答品の包み紙などにかける紅白や黒白などの帯紐。水引は贈答品や封筒につけられる飾り紐のほか、鶴、亀、松などの置物や髪飾りとしても使用される装飾材料である。
水引は紙縒（こより）に米糊を使用して光沢を出したものがもとになっており、独特の装飾結びとして発達した。

## 水引の形態
水引には贈答品用と細工用がある。色の組み合わせは400色以上にものぼる。

### 贈答の水引
水引には、数、色、配置などに礼法があり、本来は陰陽五行思想に基づくもので、祝賀の水引には5、7、9の奇数を用いている。色も紙縒（こより）が起源になっていたため、もとは白一色であったが、次第に紅白などの色分けができ、水引は色の染め分けや結び方によって吉凶で区別を行う作法がある。
水引の結び方に対する解釈に関しては、もとは陰陽道の考え方が基本にあったが、時代に応じて考え方も変化しているとされる。
真結び（真結）
結び切り、こま結び、本結びともいう。容易に解けず、水引の端を引くほど結び目が締まる。結び直しがきかないため、婚礼や弔事（凶事）など二度あってほしくない場合に用いるとされる。
両わな結び
蝶結び（蝶結）、花結び（花結）ともいう。二つの輪があることから両わな結びといい、水引の端を引くと再び結び直すことができる。そこから出産祝いや昇進祝いなど何度あっても良い慶事に用いられる。
あわじ結び
あわび結び（鮑結）、葵結びともいう。結び切りの一種。
- あわじ結び・熨斗あり
（祝儀袋。結婚式で用いられる）
- あわじ結び・熨斗なし
（香典袋（不祝儀袋）。葬儀で用いられる）
- あわじ結び・熨斗なし
（黄色と白の水引は、主に関西・北陸地方で法要の際に用いられる）
- 両わな結び・熨斗あり
（慶事等に用いられる）

| 慶事 | 赤白 | 赤と白。慶事一般。歴史的に厳密には「紅白」と区別される。                                                                                             |
| 慶事 | 紅白 | 本来は皇室の慶事に用いられる特殊なものを指し、染め上がったものは黒に近い玉虫色と白を組み合わせたものである。赤と白の水引を指すことも多くなっている。 |
| 慶事 | 金銀 | 金と銀。結納や結婚祝いに用いられる。 |
| 慶事 | 金赤 | 金と赤。神札や門松飾りなどに用いられる。 |
| 弔事 | 黒白 | 仏事に用いられる（京都や京都文化の影響を受けた一部地域を除く）。                                                                                     |
| 弔事 | 黄白 | 京都を中心に用いられるが、「黒白」が黒に近い玉虫色と白を組み合わせた水引（先述の「紅白」）に近かったため避けられたという説がある。                   |
| 弔事 | 双銀 | 香典、キリスト教式の弔事などで用いられる。 |
| 弔事 | 双白 | 神事などに用いられる。 |

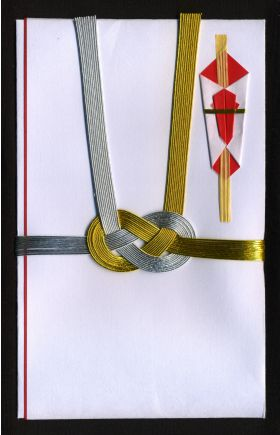
あわじ結び・熨斗あり （祝儀袋。結婚式で用いられる）
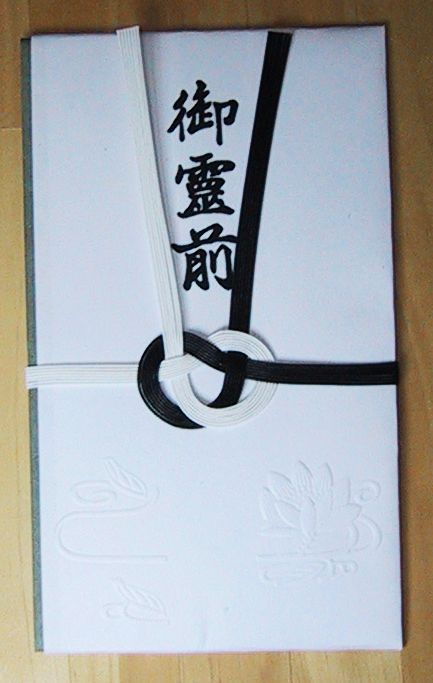
あわじ結び・熨斗なし （香典袋（不祝儀袋）。葬儀で用いられる）
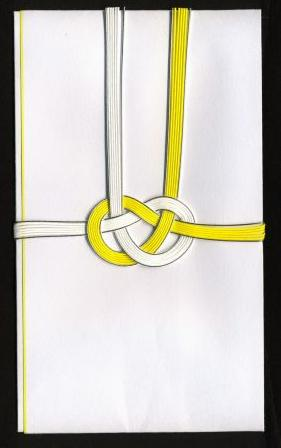
あわじ結び・熨斗なし （黄色と白の水引は、主に関西・北陸地方で法要の際に用いられる）
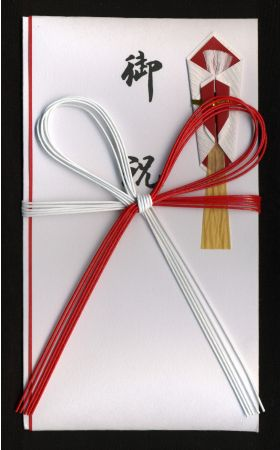
両わな結び・熨斗あり （慶事等に用いられる）

水引の色は宗教、儀礼の種類（葬儀か法要か）、地域、金額等によって異なることがある。

### 水引細工

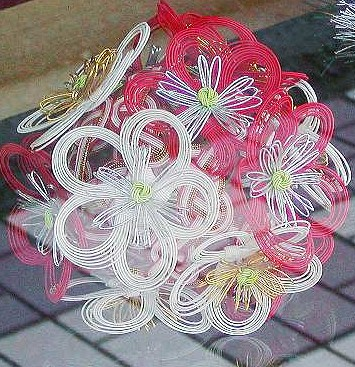
水引で作られた細工

水引細工（水引工芸）は江戸時代以降に発達したもので、水引を使って花籠、動物、器物などを造形して置物や武具飾りなどどする工芸である。

## 歴史と産地

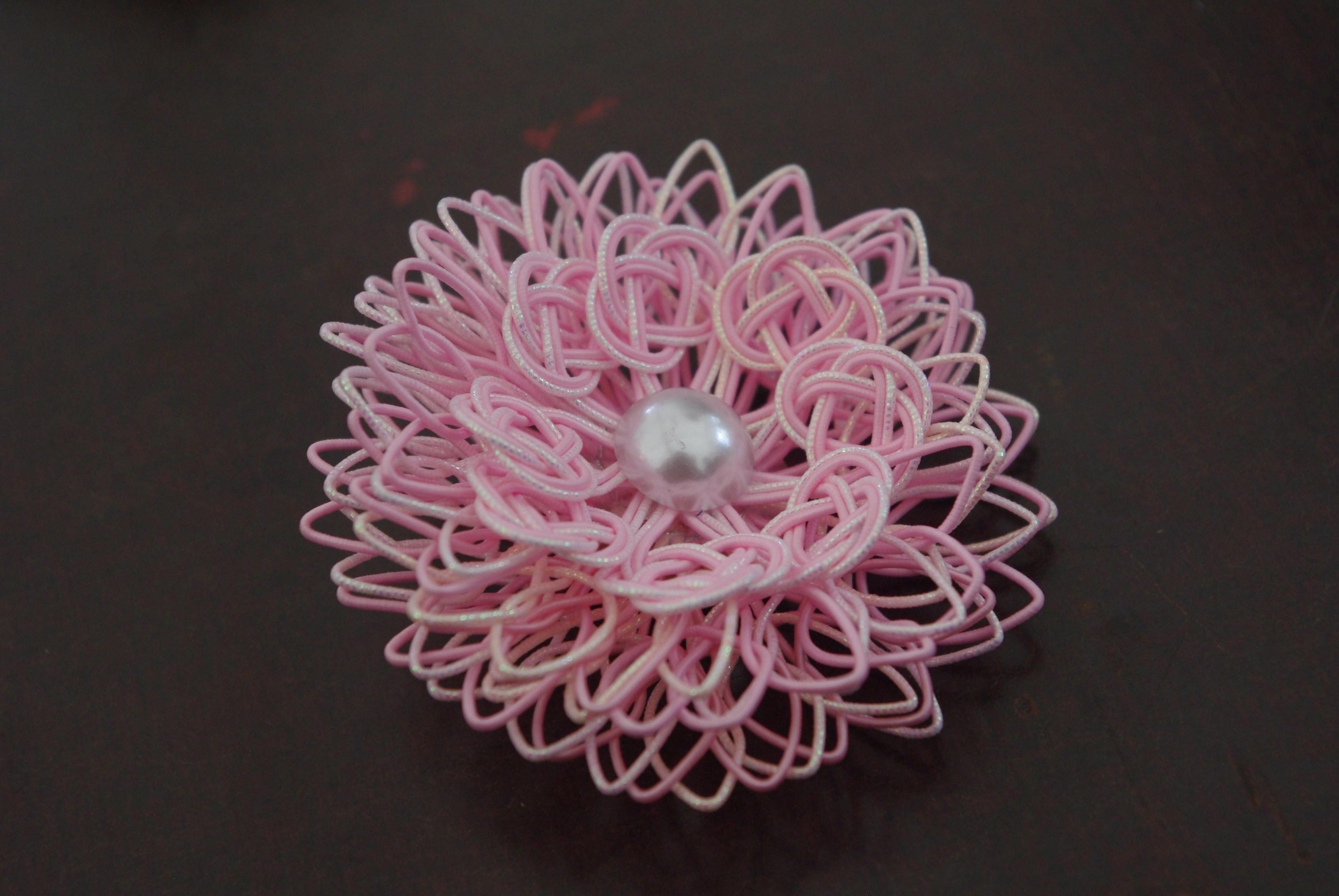
ブローチ

### 歴史
一説には小野妹子が隋から帰還する際に、隋の答礼使からの貢物に航海の無事と平穏を祈って紅白に染め分けた麻紐が結ばれていたのが起源とされる。その後、紐の素材が麻から紙に変わり、平安時代の中期には髪を結う際にも同じ紙のひもが使われるようになった。
室町時代以降になると結髪に用いられる元結（もとゆい）と贈り物に用いる水引は、使用法により明確に区別されるようになった。
元結は江戸時代になると男性のちょんまげや女性の日本髪を結うための生活必需品として、日本全国で盛んに製造されたが、明治時代に入ると断髪令や洋髪の普及により元結の需要は大きく減少した。そのため元結業者から製造工程が類似する水引生産に移った者も多く市場の開拓が進められた。
1916年（大正5年）には石川県金沢市の津田左右吉が津田式水引折型を創案し、それまで平面的であった水引結びから鶴亀や松竹梅など立体的な水引細工を創作した。

### 産地

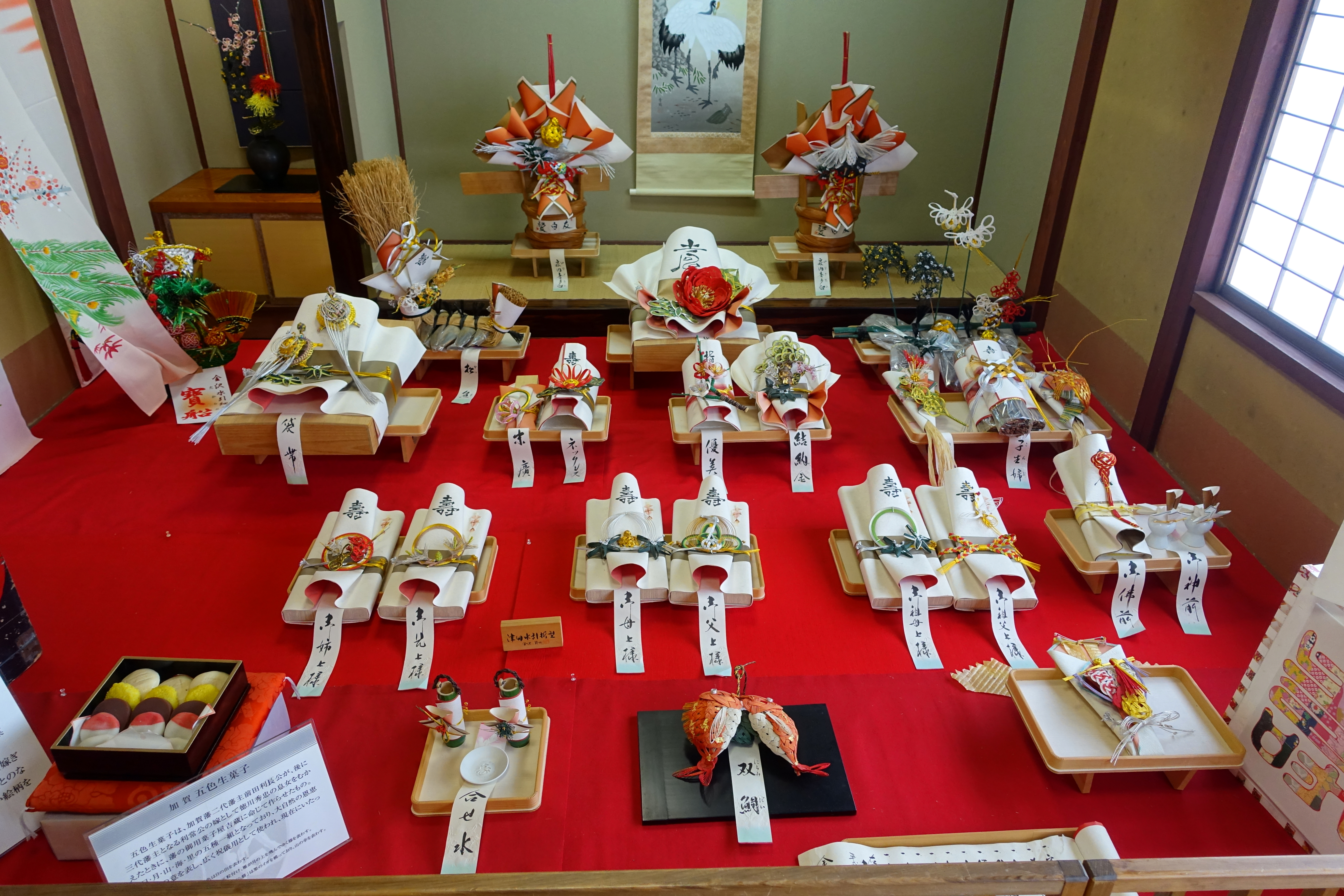
加賀水引の結納品

飯田水引
長野県飯田市では原料の木材となるコウゾやミツマタ、さらに水が豊富であったことから、それを原料にした和紙作りが盛んであった。江戸時代には飯田藩主堀親昌により殖産興業の一環として丈夫で水にも強い飯田台帳紙を活用した元結の製造が始まり、美濃から移住した稲垣幸八や桜井文七の努力もあって大きく発展した。明治維新後の断髪令で元結の消費量が減少するとともに水引の需要が増加したため、飯田では元結の製造に代わって光沢のある丈夫な水引を作り出して市場の開拓に努めた。
伊予水引
愛媛県の四国中央市は飯田水引とともに水引の二大産地となっている。もともと紙の産地であったが江戸中期の元禄年間に元結の製造が始まった。そのきっかけについては、旧伊予三島市村松町や旧川之江市妻鳥町の新浜海岸において信州から来た職人が始めたとする説や阿波または土佐より伝えられたとする説がある。
加賀水引
先述の津田左右吉が創始した水引折型を受け継いでおり、立体的な水引の発祥とされている。

## 備考
結納の時には、水引で編んだ半ば結納飾りが添えられる（省略されることもある）。
結納品の場合、松・竹・梅・鶴・亀の飾りや、宝船や海老、鯛、くす玉、小槌、蝶などの縁起物が選ばれることが多い。
神職が金品などを贈る場合に麻苧を結ぶ風習がある。